# Globus Cassus
|                                  | Globus Cassus | Tierra |
| Diámetro                         | 85.000 km     | 15 %   |
| Diámetro con cables              | 318'000 km    | —      |
| Diámetro de la órbita de la luna | 768'000 km    | igual  |
| Masa total                       | 5.973×1024 kg | igual  |
| Masa acuática                    | 1.35×1018 kg  | igual  |
| Prof. promedia del mar           | 3250 m        | 3960 m |
| Atmósfera                        | 5.1×1018 kg   | igual  |
| Densidad estructural promedio    | 827 kg/m³     | 6.67 × |
| Área superficial total (interna) | 9.620×109 km² | 2.22%  |
| Cubierto de agua                 | 7.223×108 km² | 47%    |
| Área habitable                   | 5.413×108 km² | 11.11% |

Globus Cassus es un proyecto de utopía para la transformación del planeta Tierra en un mundo artificial mucho más voluminoso y hueco con una ecósfera sobre su superficie interna. La luz del día entraría a través de dos ventanas gigantescas, la gravedad sería asegurada por la fuerza centrífuga. La población humana viviría en dos vastas regiones una frente a la otra y que estarían conectadas por el centro vacío.Siendo el antípoda de la Tierra en muchos aspectos, Globus Cassus actúa como un modelo filosófico para la descripción opuesta de la Tierra y como una herramienta para entender el proceso de funcionamiento del mundo real.
Globus Cassus fue propuesto por el arquitecto y artista Christian Waldvogel y presentado en la Biennal de Venecia en el 2004. Se trata de una descripción meticulosa del proceso de transformación, una narración de su construcción así como de proposiciones sobre los trabajos organizacionales sobre Globus Cassus. Fue también el tema de un libro.

## Propiedades
La megaestructura propuesta incorporaba toda la materia terrestre. La hidrósfera y la atmósfera estarían contenidas en el interior. La ecósfera estaría limitada a las zonas ecuatoriales mientras que en las zonas tropicales de baja gravedad una atmósfera delgada estaría reservada para las plantaciones. Las regiones polares no tendrían ni gravedad ni atmósfera y serían entonces utilizadas para el almacenamiento de materia prima y como lugares de producción de las condiciones de microgravedad.

## Estructura geométrica

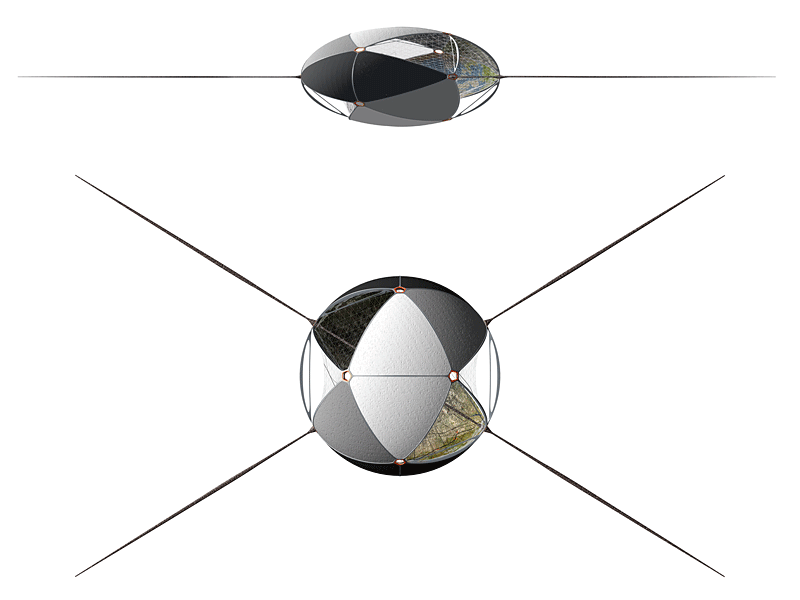
Una vista superior y lateral del Globus Cassus

Globus Cassus tiene la forma de un icosaedro geodésico comprimido con dos aberturas diagonales. Las orillas del icosaedro son sostenidas por una columna rígida, llenada con una concha o, en el caso de las ventanas con cúpulas cuya cavidad apunta hacia el exterior.

## Materiales de construcción
La corteza terrestre, el manto y el núcleo son cavados gradualmente, transportados al exterior, después transformados haciéndolos menos densos y más resistentes. Mientras que la corteza podría ser minada en las regiones continentales, el magma y el manto líquido podrían ser bombeados a través de conductos gigantescos. El núcleo estaría desmantelado a partir de la superficie.

## Escalera planetaria
Los cables estacionarios necesarios para el sostenimiento de la estructura estarían lejos del interior de la órbita lunar, así la construcción de Globus Cassus no alteraría el sistema Tierra-Luna. Sin embargo, en la escalera planetaria las proporciones serían alteradas, Globus Cassus sería ligeramente más pequeño que Saturno, el planeta más grande del sistema solar después de Júpiter.

## Proceso de construcción
El proyecto Globus Cassus prevé la construcción de cuatro ascensores espaciales a partir de cuatro puntos definidos en órbita geoestacionaria. Se trataría entonces de construir torres gigantescas con un diámetro de varios cientos de kilómetros y de un largo de 165 000 km. Las torres contienen ascensores que son utilizados para transportar materiales de silicato para los sitios de construcción en órbita geoestacionaria.

## Columna y concha
Los materiales de construcción son convertidos en agregados porosos y utilizados para formar la columna. En cada fase de la construcción deberá ser respetada una simetría perfecta para mantener la estructura en equilibrio con relación a la Tierra. Después el magma es bombeado hacia el esqueleto, donde es utilizado para formar las delgadas conchas en las aberturas de la columna. Ocho de esas aberturas serán llenadas con gigantescas cúpulas de vidrio con la cavidad volteando hacia el exterior del cuerpo.

## Las grandes lluvias
Después de la extracción de los materiales, la Tierra se contraería, sus casquetes polares se derretirían y la gravedad decaería. Esto conduciría a una pérdida repentina de la atmósfera y de la hidrosfera que errarían al interior de Globus Cassus. La Tierra habrá sido preventivamente dotada de canales para formar nuevos ríos, lagos y mares en la zona ecuatorial.
El proceso de transferencia de la atmósfera y de la hidrósfera se llama Las Grandes Lluvias.

## Colonización
Al comenzar las Grandes Lluvias, la Tierra no es más habitable. Con cantidades masivas de granos de todas las plantas existentes, las regiones de alto valor cultural que deben ser conservadas han sido almacenadas en los nudos esqueletales que tocan las torres. Los humanos y los animales esperarían el fin de las lluvias.

## Crecimiento de las plantas
El núcleo terrestre restante sería desmantelado para construir las conchas que se sitúan en las regiones polares. Durante esta etapa, la importante radiación del núcleo aceleraría el crecimiento de las plantas y facilitaría el proceso de restablecimiento de la biósfera.

## Viabilidad
Hay muchos problemas infranqueables asociados con un proyecto como este.
La estructura más grande que podría ser construida usando materiales conocidos es de no más de dos kilómetros de diámetro usando fibra de carbono. Un hábitat de acero rotante como Globus Cassus girado para producir gravedad como la de la Tierra se vendría abajo si fuera de más de 20 km de diámetro. Además, las fuerzas de la marea ejercidas por el sol y por la luna lo desbaratarían en el proceso de construcción.
Finalmente, el tiempo requerido para la construcción de tal estructura es de millones de años.

## Literatura
"Globus Cassus", Editorial Lars Müller, con contribuciones de Boris Groys, Claude Lichtenstein, Michael Stauffer y Christian Waldvogel. Recibió el premio Medalla de Oro en la competencia internacional como uno de los "Mejores Libros Diseñados de todo el mundo, 2004". (ISBN 3-03778-045-2)